# 로피탈의 정리

h(x) = f(x) /g(x)는 x = 0에서 정의되지 않지만, h(0) =f′(0)/g′(0)와 같이 재정의하면 연속이 된다.

실해석학에서 로피탈의 정리(영어: l'Hôpital's rule, l'Hospital's rule) 또는 로피탈의 법칙 또는 베르누이의 규칙(영어: Bernoulli's rule)은 도함수를 통해 부정형의 극한을 구하는 정리이다.

## 정의
확장된 실수 {\displaystyle a,L\in \mathbb {R} \cup \{-\infty ,\infty \}} 및 함수 {\displaystyle f,g\colon I\to \mathbb {R} }가 주어졌다고 하자. (여기서 {\displaystyle I}는 열린구간이며, {\displaystyle a\neq \pm \infty }인 경우 {\displaystyle a}를 포함하고, {\displaystyle a=\pm \infty }인 경우 {\displaystyle a}를 끝점으로 한다.) 또한, 이들이 다음 조건들을 만족시킨다고 하자.
- {\displaystyle f,g}는 (빠진) 근방 {\displaystyle I\setminus \{a\}}에서 미분 가능 함수이다.
- 다음 둘 가운데 하나가 성립한다.
  - {\displaystyle \lim _{x\to a}f(x)=\lim _{x\to a}g(x)=0}
  - {\displaystyle \lim _{x\to a}|f(x)|=\lim _{x\to a}|g(x)|=\infty }
- {\displaystyle \lim _{x\to a}{\frac {f'(x)}{g'(x)}}=L}

그렇다면, 다음이 성립한다.
{\displaystyle \lim _{x\to a}{\frac {f(x)}{g(x)}}=L}

## 증명

### x→a≠ ±∞ (0/0)
우선 {\displaystyle a\neq \pm \infty }이며 {\displaystyle \lim _{x\to a}f(x)=\lim _{x\to a}g(x)=0}인 경우를 증명하자. {\displaystyle f(a)=g(a)=0}라고 재정의하자. 그렇다면, {\displaystyle f,g}는 {\displaystyle I}에서 연속 함수이면서, (빠진) 근방 {\displaystyle I\setminus \{a\}}에서 미분 가능 함수이다. 코시 평균값 정리에 따라, 다음이 성립한다.
{\displaystyle \lim _{x\to a}{\frac {f(x)}{g(x)}}=\lim _{x\to a}{\frac {f(x)-f(a)}{g(x)-g(a)}}=\lim _{\xi _{x}\to a}{\frac {f'(\xi _{x})}{g'(\xi _{x})}}=L}

### x→a≠ ±∞ (∞/∞)
이제 {\displaystyle a\neq \pm \infty }이며 {\displaystyle \lim _{x\to a}|f(x)|=\lim _{x\to a}|g(x)|=\infty }이며 {\displaystyle L\neq \pm \infty }인 경우를 증명하자. 임의의 {\displaystyle \epsilon >0}을 취하자. 그렇다면, 다음을 만족시키는 {\displaystyle (a,b)\subseteq I}가 존재한다.  
{\displaystyle L-\epsilon <{\frac {f'(\xi )}{g'(\xi )}}<L+\epsilon \qquad (\xi \in (a,b))}
코시 평균값 정리에 따라, 임의의 {\displaystyle x\in (a,b)}에 대하여, 다음을 만족시키는 {\displaystyle \xi _{x}\in (x,b)}가 존재한다.
{\displaystyle {\frac {f'(\xi _{x})}{g'(\xi _{x})}}={\frac {f(x)-f(b)}{g(x)-g(b)}}={\frac {{\frac {f(x)}{g(x)}}-{\frac {f(b)}{g(x)}}}{1-{\frac {g(b)}{g(x)}}}}}
즉,
{\displaystyle {\frac {f(x)}{g(x)}}={\frac {f'(\xi _{x})}{g'(\xi _{x})}}\left(1-{\frac {g(b)}{g(x)}}\right)+{\frac {f(b)}{g(x)}}}
이 경우, {\displaystyle \lim _{x\to \ a}|g(x)|=\infty }이므로, 다음을 만족시키는 {\displaystyle (a,b')\subseteq (a,b)}가 존재한다.
{\displaystyle {\frac {f(x)}{g(x)}}<(L+\epsilon )\left(1-{\frac {g(b)}{g(x)}}\right)+{\frac {f(b)}{g(x)}}<L+2\epsilon \qquad (x\in (a,b'))}
{\displaystyle {\frac {f(x)}{g(x)}}>(L-\epsilon )\left(1-{\frac {g(b)}{g(x)}}\right)+{\frac {f(b)}{g(x)}}>L-2\epsilon \qquad (x\in (a,b'))}
이에 따라, {\displaystyle \lim _{x\to a^{+}}{\frac {f(x)}{g(x)}}=L}이며, 비슷하게 {\displaystyle \lim _{x\to a^{-}}{\frac {f(x)}{g(x)}}=L} 역시 증명할 수 있다.
마찬가지로, {\displaystyle a\neq \pm \infty }이며 {\displaystyle \lim _{x\to a}|f(x)|=\lim _{x\to a}|g(x)|=\infty }이며 {\displaystyle L=\pm \infty }인 경우를 증명할 수 있다.

### x→ ±∞
마지막으로, {\displaystyle a=\infty }인 경우는 다음과 같이 증명할 수 있다.
{\displaystyle \lim _{x\to \infty }{\frac {f(x)}{g(x)}}=\lim _{t\to 0^{+}}{\frac {f({\frac {1}{t}})}{g({\frac {1}{t}})}}=\lim _{t\to 0^{+}}{\frac {f'({\frac {1}{t}})\cdot (-{\frac {1}{t^{2}}})}{g'({\frac {1}{t}})\cdot (-{\frac {1}{t^{2}}})}}=\lim _{x\to \infty }{\frac {f'(x)}{g'(x)}}=L}
마찬가지로, {\displaystyle a=-\infty }인 경우를 증명할 수 있다.

## 예
- {\displaystyle \lim _{x\to 0}{\frac {\sin x}{x}}=\lim _{x\to 0}{\frac {\cos x}{1}}=\cos 0=1}
- {\displaystyle \lim _{x\to 0}{\frac {a^{x}-1}{x}}=\lim _{x\to 0}{\frac {a^{x}\ln a}{1}}=\ln a}
- {\displaystyle \lim _{x\to 0}{\frac {x-\sin x}{x^{3}}}=\lim _{x\to 0}{\frac {1-\cos x}{3x^{2}}}=\lim _{x\to 0}{\frac {\sin x}{6x}}={\frac {1}{6}}}
- {\displaystyle \lim _{x\to \infty }x\left({\frac {\pi }{2}}-\arctan x\right)=\lim _{x\to \infty }{\frac {{\frac {\pi }{2}}-\arctan x}{\frac {1}{x}}}=\lim _{x\to \infty }{\frac {-{\frac {1}{1+x^{2}}}}{-{\frac {1}{x^{2}}}}}=\lim _{x\to \infty }{\frac {x^{2}}{1+x^{2}}}=1}
- {\displaystyle \lim _{x\to \infty }{\frac {\ln x}{x}}=\lim _{x\to \infty }{\frac {\frac {1}{x}}{1}}=0}
- {\displaystyle \lim _{x\to \infty }{\frac {x^{2}}{e^{x}}}=\lim _{x\to \infty }{\frac {2x}{e^{x}}}=\lim _{x\to \infty }{\frac {2}{e^{x}}}=0}
- {\displaystyle \lim _{x\to 0^{+}}x\ln x=\lim _{x\to 0^{+}}{\frac {\ln x}{\frac {1}{x}}}=\lim _{x\to 0^{+}}{\frac {\frac {1}{x}}{-{\frac {1}{x^{2}}}}}=\lim _{x\to 0^{+}}(-x)=0}
- {\displaystyle \lim _{x\to 0^{+}}x^{x}=\lim _{x\to 0^{+}}e^{x\ln x}=e^{0}=1}
- {\displaystyle \lim _{x\to 0}\left({\frac {1}{\sin x}}-{\frac {1}{x}}\right)=\lim _{x\to 0}{\frac {x-\sin x}{x\sin x}}=\lim _{x\to 0}{\frac {x-\sin x}{x^{2}}}=\lim _{x\to 0}{\frac {1-\cos x}{2x}}=\lim _{x\to 0}{\frac {\sin x}{2}}=0}
- {\displaystyle \lim _{x\to \infty }x^{\frac {1}{x}}=\lim _{x\to \infty }e^{\frac {\ln x}{x}}=e^{0}=1}
- {\displaystyle \lim _{x\to 0^{+}}(\cot x)^{\frac {1}{\ln x}}=\lim _{x\to 0^{+}}e^{\frac {\ln \cot x}{\ln x}}=\lim _{x\to 0^{+}}e^{\frac {-\tan x-\cot x}{1/x}}=\lim _{x\to 0^{+}}e^{-{\frac {x}{\sin x\cos x}}}=e^{-1}}

## 로피탈의 정리를 적용할 수 없는 경우
로피탈의 정리를 적용하기 위해서는 다음 조건을 만족해야 한다:
1. 부정형이 {\displaystyle \lim _{x\to c}f(x)=\lim _{x\to c}g(x)=0} 혹은 {\displaystyle \pm \infty } 이어야 한다.
2. 함수 미분 가능성: {\displaystyle f(x)}와 {\displaystyle g(x)}는 극한과 동일한 지점 {\displaystyle c}를 제외하고는 열린 구간 {\displaystyle {\mathcal {I}}}에서 미분 가능하다
3. 열린 구간 {\displaystyle {\mathcal {I}}} 내에 존재하는 {\displaystyle x}에 대해 {\displaystyle g'(x)\neq 0}이다. (단 {\displaystyle x\neq c})
4. 도함수 비의 극한 {\displaystyle \lim _{x\to c}{\frac {f'(x)}{g'(x)}}}가 존재한다.

만약 이 조건 중 하나라도 성립하지 않는다면 유효하지 않아 로피탈의 정리를 적용할 수 없다.

### 도함수의 비의 극한이 존재하지 않을 때
다음과 같은 전제 조건은 로피탈의 정리에서 제거할 수 없다.
{\displaystyle \lim _{x\to a}{\frac {f'(x)}{g'(x)}}=L\in \mathbb {R} \cup \{-\infty ,\infty \}}
즉, 이러한 도함수의 비의 극한이 확장된 실수로서 존재하지 않을 경우, 로피탈의 정리는 당연히 효력을 잃는다. 그러나 이 경우에도, 원래 함수의 비의 극한은 확장된 실수로서 존재할 수 있다. 예를 들어,
{\displaystyle \lim _{x\to \infty }{\frac {(x+\sin x)'}{x'}}=\lim _{x\to \infty }{\frac {1+\cos x}{1}}\in \varnothing }
이지만, (여기서 {\displaystyle \in \varnothing }은 극한이 확장된 실수로서 존재하지 않는다는 뜻이다.)
{\displaystyle \lim _{x\to \infty }{\frac {x+\sin x}{x}}=1}
이다. 또한, 도함수의 비의 극한이 존재하는지와 상관 없이, 만약 남은 전제 조건들을 모두 만족시킨다면, 다음이 성립한다.
{\displaystyle \liminf _{x\to a}{\frac {f'(x)}{g'(x)}}\leq \liminf _{x\to a}{\frac {f(x)}{g(x)}}\leq \limsup _{x\to a}{\frac {f(x)}{g(x)}}\leq \limsup _{x\to a}{\frac {f'(x)}{g'(x)}}}

### 분모의 도함수가 끊임없이 0이 될 때
만약 {\displaystyle g'(x)=0}인 {\displaystyle x}가 {\displaystyle x\to \infty } 도중에 끊임없이 나타난다면, (정확히 말해, {\displaystyle 0=g'(x_{0})=g'(x_{1})=\cdots }인 수열 {\displaystyle x_{n}\to \infty }가 존재한다면,) {\displaystyle f'/g'}는 {\displaystyle (b,\infty )} 꼴의 구간에 정의될 수 없으므로, {\displaystyle \infty }에서 확장된 실수로서의 극한을 가질 수 없으며, 따라서 이는 로피탈의 정리의 적용 대상이 아니다. 그러나 {\displaystyle g'}의 영점이 아닌 범위에서의 극한만을 생각하여 로피탈의 정리를 확장시킬 수 있는가를 생각할 수 있다. 답은 그럴 수 없다는 것이다. 이러한 경우에 대한 한 가지 반례는 다음과 같다.
{\displaystyle \lim _{x\to \infty }{\frac {(x+\sin x\cos x)'}{(e^{\sin x}(x+\sin x\cos x))'}}=\lim _{x\to \infty }{\frac {2\cos ^{2}x}{\cos xe^{\sin x}(2\cos x+x+\sin x\cos x)}}=\lim _{x\to \infty }{\frac {2\cos x}{e^{\sin x}(2\cos x+x+\sin x\cos x)}}=0}
{\displaystyle \lim _{x\to \infty }{\frac {x+\sin x\cos x}{e^{\sin x}(x+\sin x\cos x)}}=\lim _{x\to \infty }e^{-\sin x}\in \varnothing }

## 관련 정리

### 복소함수의 경우
복소변수 함수의 경우 일반적인 로피탈의 정리를 적용할 수 없다. 예를 들어 {\displaystyle 0<x<1}에서 정의된 함수 {\displaystyle f(x)=x,g(x)=x+x^{2}e^{i/x^{2}}}의 경우, 모든 실수 t에 대해 {\displaystyle |e^{it}|=1} 이므로
{\displaystyle \lim _{x\to 0}{\frac {f(x)}{g(x)}}=1}
가 되지만,
{\displaystyle g'(x)=1+\left(2x-{\frac {2i}{x}}\right)e^{i/x^{2}}}
이므로
{\displaystyle |g'(x)|\geq \left|2x-{\frac {2i}{x}}\right|-1\geq {\frac {2}{x}}-1} (삼각 부등식)
이므로
{\displaystyle \left|{\frac {f'(x)}{g'(x)}}\right|=\left|{\frac {1}{g'(x)}}\right|\leq {\frac {x}{2-x}}}
가 되어 x를 0으로 보내는 값은 0이 된다.:112-113
복소변수 함수의 경우 로피탈의 정리가 적용 가능하기 위해서는 f'와 g'의 값이 존재해야 한다는 강한 조건을 만족해야 한다. 즉, 복소변수 함수에서 성립하는 로피탈의 정리는 다음과 같다.
- 복소함수 f와 g가 a에서 해석적이라 하자. f(a) = 0 = g(a)이지만 g'(a) ≠ 0, 또는 f(a) = ±∞ = g(a)이면, 다음이 성립한다.
- {\displaystyle \lim _{z\to a}{\frac {f(z)}{g(z)}}={\frac {f'(a)}{g'(a)}}.}

### 슈톨츠-체사로 정리
일반적인 함수의 극한 계산에 이용되는 로피탈의 정리와 달리, 수열의 극한 계산에만 사용되는 로피탈의 정리의 유사 형태로 슈톨츠-체사로 정리가 있다.

## 역사
정리의 이름은 17세기에 활동하였던 프랑스의 수학자이자 후작인 기욤 드 로피탈의 이름에서 유래되었다. 그는 저서 《곡선을 이해하기 위한 무한소 해석》(l'Analyse des Infiniment Petits pour l'Intelligence des Lignes Courbes)에서 이 정리를 소개하였다.

## 같이 보기
- 요한 베르누이